# Gorski očist
Gorski očist (planinska očist, lat. Sideritis montana), ljekovita biljka iz porodice medićevki, a koja raste i kod nas. Kao čaj i ljekovita biljka koristi se u Turskoj, po ruskim izvorima može se koristiti kao čaj i začin, te posjeduje antioksidativna svojstva; preporučuje ju se za poboljšanje probave, jačanje imuniteta, kod alergija,zaduhe,sinusitisa, kod prehlade, Alzheimerove bolesti. Kod nas njezina primjena nije poznata. Osim ove vrste kod nas rastu i sredozemni očist (S. romana) i njezina podvrsta grimizni očist (S. romana subsp. purpurea, sin. Sideritis purpurea) i S. hyssopifolia.

## Opis
Jednogodišnja, zeljasta biljka, doseže visinu od 10 do 35 centimetara. Stabljike su jednostavne ili slabo razgranate.Na biljci nalazimo 2 vrste listove kopljaste i elipsoidne. Cvjetovi blijedo žuti.Plod   sitna koštunica.

## Sastav
Biljka sadrži eterično ulje, iridoide, fenolkarboksilne kiseline i njihove derivate flavonoide.

## Raširenost
Gorski očist raste po cijelom mediteranu, a na istok seže preko Anatolije sve do sjeverozapadne Kine.U sjevernoj Africi raste u Maroku,Alžiru i Tunisu.
U Italiji je česta vrsta na sjeveru i u srednoj Italiji. Dolazi i u Francuskoj (pokrajine Alpes-de-Haute-Provence, Hautes-Alpes i Alpes-Maritimes ), u Švicarskoj (kanton Valais ) i u Austriji. Ima je i u Pirinejima, te Karpatima. Također raste i u Rusiji, u Zakavkazju, u Anatoliji, Magrebu ,u Kini i jugozapadnoj Aziji.
Kod nas raste najviše u Dalmaciji,no javlja se i na par lokaliteta u unutrašnjosti.
Tipično su stanište biljke suhe livade,do najviše 1000 metara nadmorske visine.

## Podvrste
- Sideritis montana L. ssp. montana, trociepni očist